# Барсуки (Бобруйский район)
Барсуки (бел. Барсукі) — деревня в составе Горбацевичского сельсовета Бобруйского района Могилёвской области Республики Беларусь.

## Географическое положение
Расположена в юго-западной части области в 20 км к западу от Бобруйска, в 1,5 км севернее автодороги A101 Слуцк — Бобруйск. В 1,5 км южнее деревни расположена деревня Слобода Богушовка.

## Население
- 1999 год — 14 человек
- 2010 год — 20 человек